# 파리나코타산

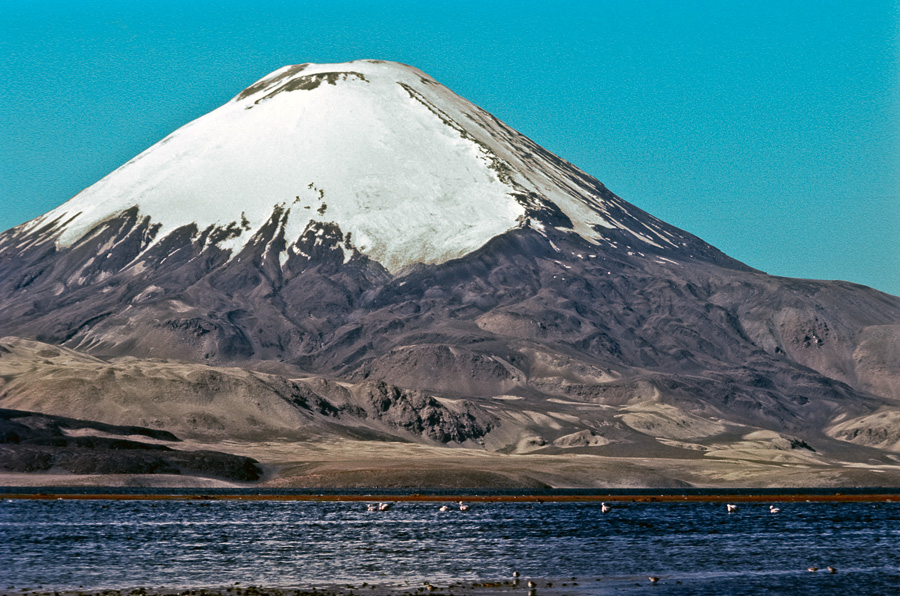
파리나코타 산

파리나코타산은 칠레와 볼리비아 국경에 위치한 성층 화산으로, 해발 6,342m의 거대한 성층 화산이다. 겨울에는 빙하, 또는 만년설이 쌓여 있으며, 산 밑에는 화산호가 있다. 마지막 폭발은 8천년 전에 있었다. 오호스델살라도 산 다음으로 높은 화산이다. 파리나코타 산의 정상에 올라서면 볼리비아의 사하마 산까지 보이게 된다.

## 8천년 전의 분화
8천년 전, 이 화산이 폭발하였을 때 잔해물과 화산쇄설류가 발생하여 배수로를 막아 옆에 충가라 호가 생겨났다.